# Максим Московски
Максим Московски (ум. 11. новембра 1434, Москва) - светитељ Руске православне цркве, свети јуродиви.
Помен се празнује 13. (26) августа и 11 (24) новембра шестодневном службом.

## Живот и подвижништво
О пореклу и животу Максима нису сачувани скоро никакви подаци. Познато је да се понашао као јуродив током татарских напада на Русију, тешио обесправљене и проказане трговце и московско племство. Упокојио се 11. новембра 1434. године и сахрањен је у близини цркве брвнаре светих кнезова Бориса и Глеба, недалеко од Кремља.
1547. године, на првом Макарјевском сабору, канонизован је за светог: „Појте и прославите у Москви новог чудотворца Максима, Христа ради јуродивог“. Основа за величање били су извештаји о чудесним излечењима из његовог гроба. Исте године, 13. августа, пронађене су мошти Светог Максима. Године 1698. подигнут је храм, освећен у име Максима Московског, у који су положене његове мошти. У то време је написано „Приповест о преносу моштију блаженог Максима“.